# Vallejera
Vallejera är en kommun i Spanien.   Den ligger i provinsen Provincia de Burgos och regionen Kastilien och Leon, i den norra delen av landet, 200 km norr om huvudstaden Madrid. Arean är 18,0 kvadratkilometer.
Terrängen i Vallejera är huvudsakligen platt.